# Groninger Studenten Muziekgezelschap Bragi
Groninger Studenten Muziekgezelschap Bragi is een zelfstandige studentenmuziekvereniging in Groningen.

## Karakteristieken
Bragi is de oudste en grootste studentenmuziekvereniging van Groningen. Het gezelschap bestaat uit twee koren en een symfonieorkest. De leden zijn over het algemeen studenten van de Rijksuniversiteit Groningen, de Hanzehogeschool en het Prins Claus Conservatorium.

## Geschiedenis
De vereniging is opgericht in 1882 als mannenkoor binnen het Gronings studentencorps Vindicat atque Polit, en kreeg bij haar oprichting de naam mee van Bragi, de oud-Noorse god van de dichtkunst, muziek en welsprekendheid. Het oorspronkelijke koor ging in 1906 ter ziele, en in plaats daarvan werd Bragi een gemengd kamerkoor, door samenwerking met de dames van studentenclub Magna Pete. De vereniging werd pas goed op de kaart gezet door de komst van de Belgische dirigent Daniël Ruyneman, die in 1920 in Groningen was komen wonen en van 1925 tot 1928 de rol van dirigent op zich nam. De werken die vanaf dat moment door Bragi werden opgevoerd, werden gedurfder en qua stijl beïnvloed door de Groupe des Six. Zo presenteerde Bragi onder leiding van Ruyneman in 1925 de Nederlandse première van het surrealistich ballet Le bœuf sur le toit van Darius Milhaud, en werd in 1932 het stuk Les mariés de la Tour Eiffel opgevoerd.
In 1935 trad G.A. Vader – cellist bij de toenmalige Groninger Orkestvereniging – toe als dirigent. Onder zijn leiding kreeg Bragi een echt orkest. Tussen 1941 en 1946 werden er op last van de Duitse bezetter geen opvoeringen gegeven. Na een verenigingscrisis halverwege de jaren 1950, waarna het ledenbestand werd opgeschoond. In 1958 voerde Bragi, ter ere van het 12de lustrum van Magna Pete en in samenwerking met het Groningse studententoneelsgezelschap "Neemt Ons", de driestuiversopera op. De uitvoering trok veel nieuwe leden aan. In 1961 wist de vereniging componist en muziekwetenschapper Bertus van Lier aan zich te binden. Hij stond van 1961 tot zijn dood in 1972 als dirigent voor het orkest en zorgde op zowel muzikaal als technisch gebied voor een professionaliseringsslag.
Er werd een a-capellakoor opgericht. Ook volgden er een afdeling kamermuziek, een blaasoctet en een kwintet. Daarnaast weekte het zich in die periode los van moedervereniging Vindicat, en werd Bragi een zelfstandige vereniging. 
Het honderdjarig bestaan van de vereniging werd in 1982 gevierd met onder andere een concertserie, een plaatopname en een tentoonstelling. Het televisieprogramma Van Gewest tot Gewest wijdde een aflevering aan het jubileum.
Het a-capellakoor deed driemaal mee aan de moderne Pythische Spelen, een cultureel concours voor alle studenten van Nederland. Hier won het tweemaal de eerste prijs in de categorie 'koor' en eindigde eenmaal als tweede. In juni 2004 won het a-capellakoor de tweede prijs en de publieksprijs tijdens het Schütz-concours van het Festival Oude Muziek in Hoorn.
In 2007 vierde Bragi haar 25e lustrum door het eerste "Nederlands Studenten Muziek Festival" te organiseren, twee wereldpremières ten gehore te brengen en deel te nemen aan een festival voor jeugdsymfonieorkesten in Toscane. Bij het 27e lustrum in 2017 werd er door alle geledingen samen opgetreden in de voormalige suikerfabriek aan het Hoendiep in Groningen. Het a-capellakoor voerde een wereldpremière uit, gecomponeerd door Leonard Evers. In 2022 werd het 27e lustrum gevierd met een uitvoering van Jean Sibelius' Tweede Symfonie en het Requiem van Luigi Cherubini in De Oosterpoort te Groningen.

## Bekende leden
- Politicus Job Cohen, speelde tweede viool en was bestuurslid in het seizoen 1967-1968
- Politica Winnie Sorgdrager, speelde altviool
- Bestuurder Jan Willem Loot, speelde cello